# Bambi (EP)
Pour les articles homonymes, voir Bambi.
Albums de Baekhyun
Baekhyun
(2021)
Singles
1. Amusement Park
Sortie : 21 décembre 2020
2. Bambi
Sortie : 30 mars 2021

Bambi est le troisième EP de l'artiste Baekhyun, un des membres du boys band sud-coréano-chinois EXO, et est sorti le 30 mars 2021 sous SM Entertainment et distribué par Dreamus Company Korea.

## Contexte et sortie
Le 4 mars 2021, les médias sud-coréens ont rapporté que le chanteur était en train de préparer son prochain album solo prévu pour une sortie fin mars. 
Le 10 mars, une première image teaser a été mise en ligne, on apprend par ailleurs que ce mini-album s'intitulera Bambi et sortira le 30 mars. Du 15 au 28 mars, des photos et vidéos teasers sont régulièrement postées. Le 25 mars, un premier teaser du clip-vidéo est sorti. Le 28 mars, un medley des chansons figurant sur l'album a été mise en ligne sur YouTube. Le veille de la sortie de l'EP et du clip-vidéo, un second teaser du clip a été publié.

## Promotion
Le jour même de la sortie du mini-album, le chanteur a donné une conférence une presse dont l'animateur n'est autre que Xiumin. Il a également tenu un live retransmis en direct sur V Live et assisté à l'émission de radio Melon Station SMing.

## Accueil

### Succès commercial
Le jour même de sa sortie, il a été révélé que ce nouvel EP avait enregistré un record en ce qui concerne les pré-ventes, enregistrées à l'ordre de 833 392 exemplaires selon Naver. Cela fait de Bambi, le mini-album le plus pré-commandé par un soliste de l'histoire sud-coréenne. Le record était auparavant détenu par son second mini-album Delight.

## Liste des titres
| 1. | Love Scene                | Colde             | Colde, Stally                                  | 3:37 |
| 2. | Bambi                     | DEEZ, SAAY        | DEEZ, YUNSU, SAAY, Adrian McKinnon             | 3:33 |
| 3. | All I Got                 | Kenzie            | Tone Stith                                     | 4:00 |
| 4. | 놀이공원 (Amusement Park) | iHwak, Royal Dive | iHwak, Royal Dive, Saimon                      | 4:16 |
| 5. | Privacy                   | jane              | JUNNY, Zayson, Oiaisle, Brian Cho, emoji, jane | 3:07 |
| 6. | Cry For Love              | Kenzie            | Stephan Benson, Greg Bonnick, Hayden Chapman   | 3:30 |

## Classements

### Classements hebdomadaires
| Classements                 | Meilleure position |
| --------------------------- | ------------------ |
| South Korea (Gaon)          | 1                  |
| US World Albums (Billboard) | 15                 |
| UK Digital Albums (OCC)     | 34                 |
| Japanese Albums (Oricon)    | 8                  |

### Classement annuel
| Classement         | Meilleure position |
| ------------------ | ------------------ |
| South Korea (Gaon) | 12                 |

## Ventes
| Pays               | Ventes    |
| ------------------ | --------- |
| South Korea (Gaon) | 1 007 625 |
| Japan (Oricon)     | 1 267     |

## Certification
| Pays               | Certification | Unités certifiés / Ventes |
| ------------------ | ------------- | ------------------------- |
| South Korea (Gaon) | Diamant       | 1 000 000                 |

## Historique de sortie
| Pays         | Date         | Format                   | Label                                   |
| ------------ | ------------ | ------------------------ | --------------------------------------- |
| Corée du Sud | 30 mars 2021 | CD, Téléchargement légal | SM Entertainment, Dreamus Company Korea |
| Monde entier | 30 mars 2021 | Téléchargement légal     | SM Entertainment                        |